# Rutenberg (Lychen)
Rutenberg ist ein Ortsteil der Stadt Lychen im Landkreis Uckermark (Brandenburg). Das mittelalterliche Straßendorf wurde im Dreißigjährigen Krieg zerstört und danach ab 1697 wieder besiedelt. Das Dorf hatte Ende 2006 187 Einwohner.

## Lage
Rutenberg liegt ca. 6 km nordwestlich der Kernstadt Lychen.

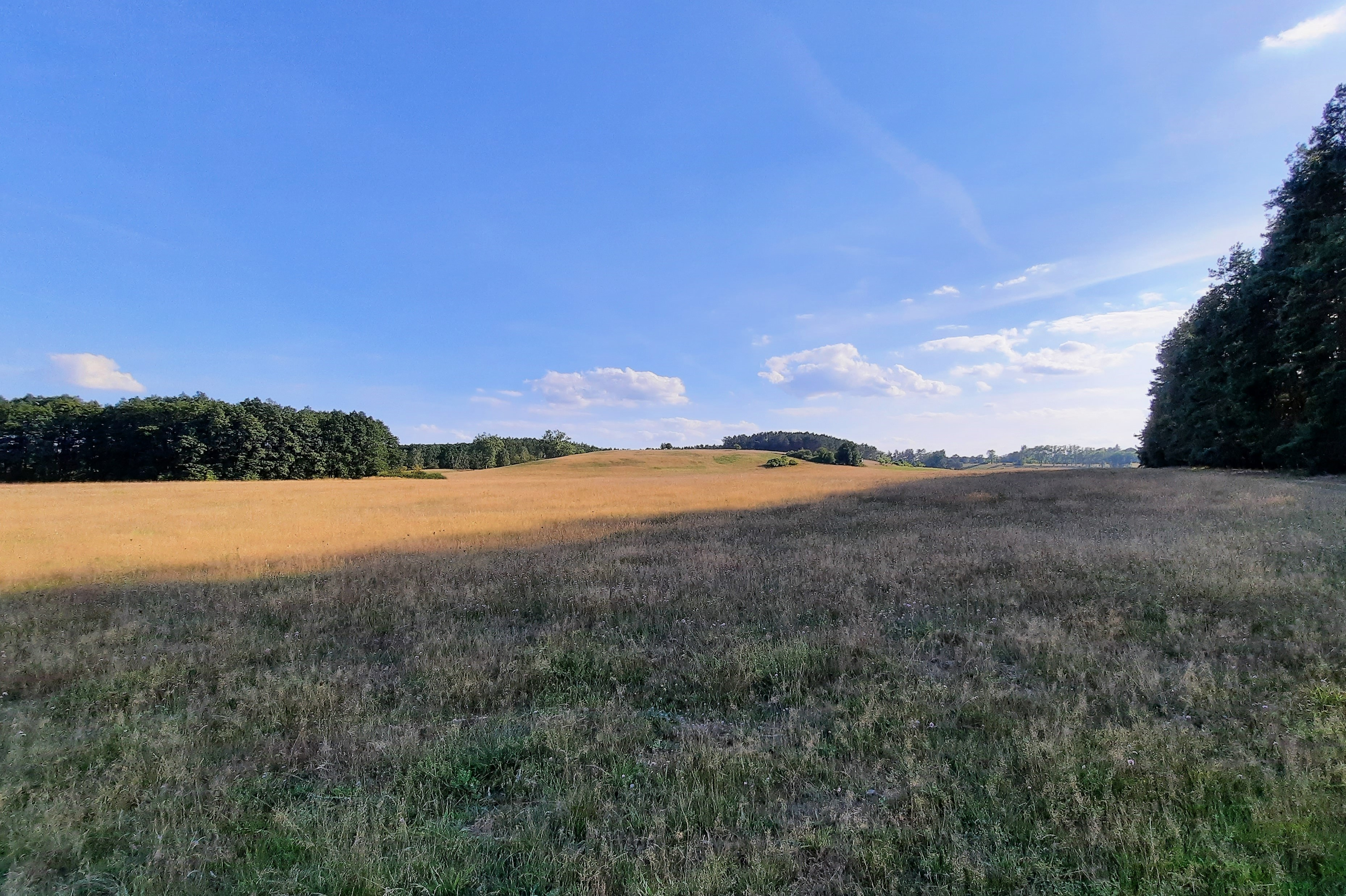
Klapperberge

## Geschichte
Rutenberg ist eine mittelalterliche Gründung aus der Zeit der hochmittelalterlichen Ostsiedlung und wurde 1307 erstmals urkundlich erwähnt. Markgraf Albrecht II. von Brandenburg wollte in Rutenberg eine Kirche für sich errichten lassen, stiftete jedoch das Zisterzienserkloster Himmelpfort. 1309 vermachte Heinrich II. von Mecklenburg das Dorf dem Kloster für 100 brandenburgisches Silber. Es diente den Mönchen während des Klosterbaus als Wohnstätte. 1542 wurde das Kloster im Zuge der Reformation aufgelöst und das Dorf durch Kurfürst Joachim II. von Brandenburg an die von Arnim zu Boitzenburg übergeben. 1551 erfolgte die Übergabe an die Familie Trott zu Badingen. 1618 bis 1648 wurde das Dorf im Zuge des Dreißigjährigen Kriegs verwüstet und durch Raubritter geplündert; im Anschluss durch die Pest völlig aufgerieben. Die im gotischen Stil errichtete Dorfkirche Rutenberg musste die Wirren überstanden haben oder sie wurde wieder aufgebaut. 1697 setzte eine Wiederbesiedelung des Ortes ein. Auf dem ehemaligen Gutshof neben der Kirche befand sich bis Ende 1950 eine Brennerei, wo aus Kartoffeln Sprit hergestellt wurde.

### Kirchliche Verhältnisse

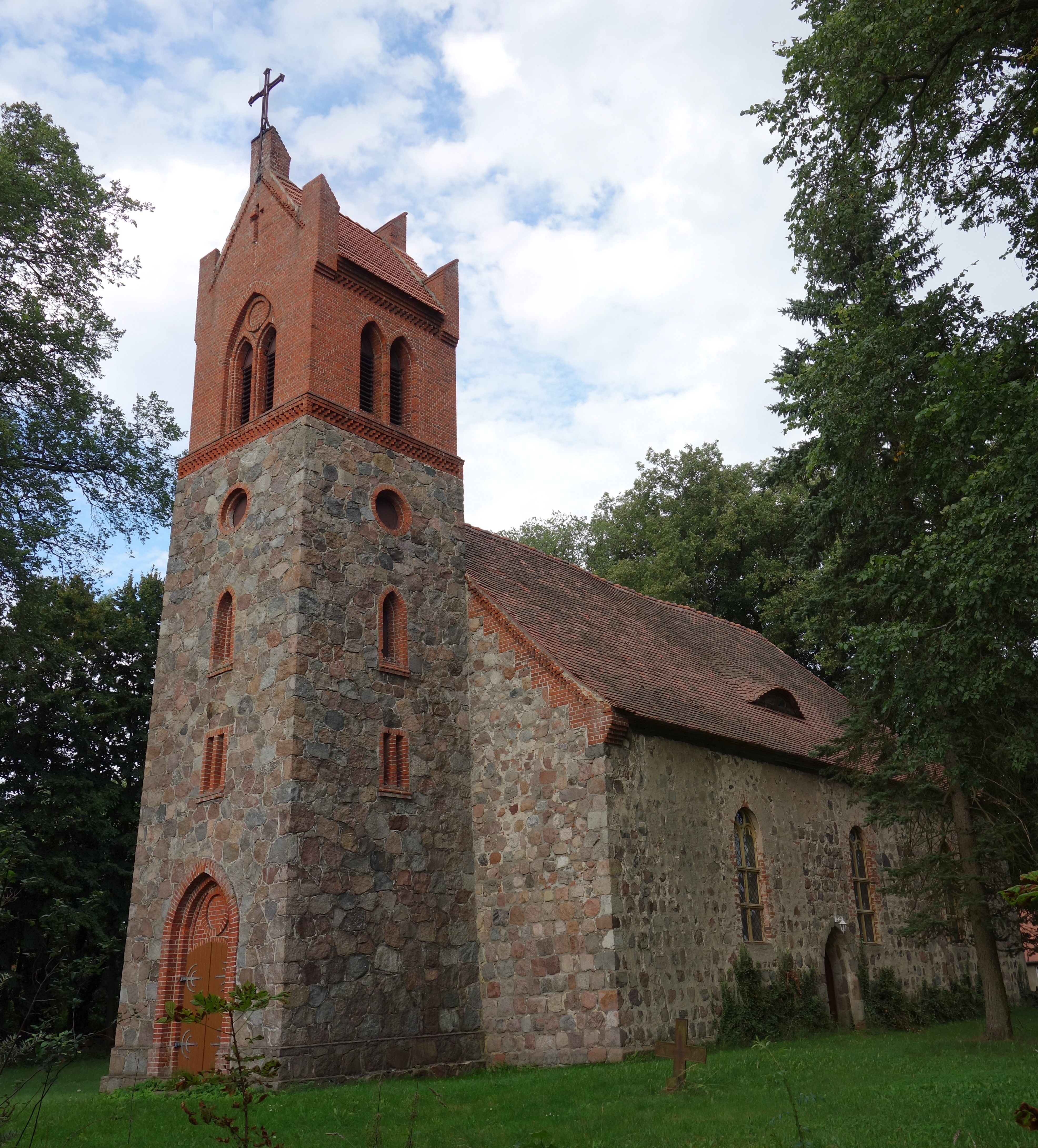
Dorfkirche Rutenberg

Der mittelalterliche Ort Rutenberg war Kirchdorf, wie auch die Ruine einer mittelalterlichen Feldsteinkirche am südlichen Dorfende zeigt. Das neue Dorf Rutenberg war bzw. ist nach Lychen eingekircht.

## Denkmale
Die Denkmalliste des Landes Brandenburg verzeichnet für Rutenberg vier historische Kulturdenkmäler:
- slawische, mittelalterliche Siedlung
- Hügelgrab aus der Bronzezeit
- neuzeitliche Mühle
- steinzeitlicher Rast- und Werkplatz